# 天主教佩斯利教區
天主教佩斯利教區（拉丁語：Dioecesis Pasletana）是英國蘇格蘭一個羅馬天主教教區，屬天主教格拉斯哥總教區。
2011年，有88,600名教友，估轄區總人口23.8%，有33個堂區、58名司鐸、6名終身執事、1名修士、36名修女。現任主教為斐理伯·塔塔吉拉。
1947年5月25日升為教區。